# Cinturón negro de karaoke
Cinturón negro de karaoke es el octavo álbum de Javier Krahe, editado originalmente en 2006. Todos los temas son de Javier Krahe, excepto Diente de ajo (Javier Krahe, Javier López de Guereña y Fernando Anguita).

## Listado de temas
1. "Diente de ajo" - 3:31
2. "Peleas y Melisanda" - 3:36
3. "Eros y civilización" - 4:44
4. "La taberna" - 2:30
5. "El misionero" - 3:27
6. "Kriptonita" - 2:37
7. "No todo va a ser follar" - 3:06
8. "Vinagre" - 2:06
9. "Treintañera" - 3:30
10. "Tal como eres" - 3:01
11. "¡...'amos, anda!" - 3:10

## Músicos
- Javier Krahe - Voz
- Javier López de Guereña - Guitarras, bajo eléctrico, kalimba y coros
- Andreas Prittwitz - Saxo, clarinete, flautas y coros
- Fernando Anguita - Contrabajo y coros
- Jimmy Ríos - Percusiones y coros
- Antonio Calero - Batería
- Jesús Castro - Vibráfono
- Elía y Virginia Fernández de Heredia - Coros